# GP Région Wallonne

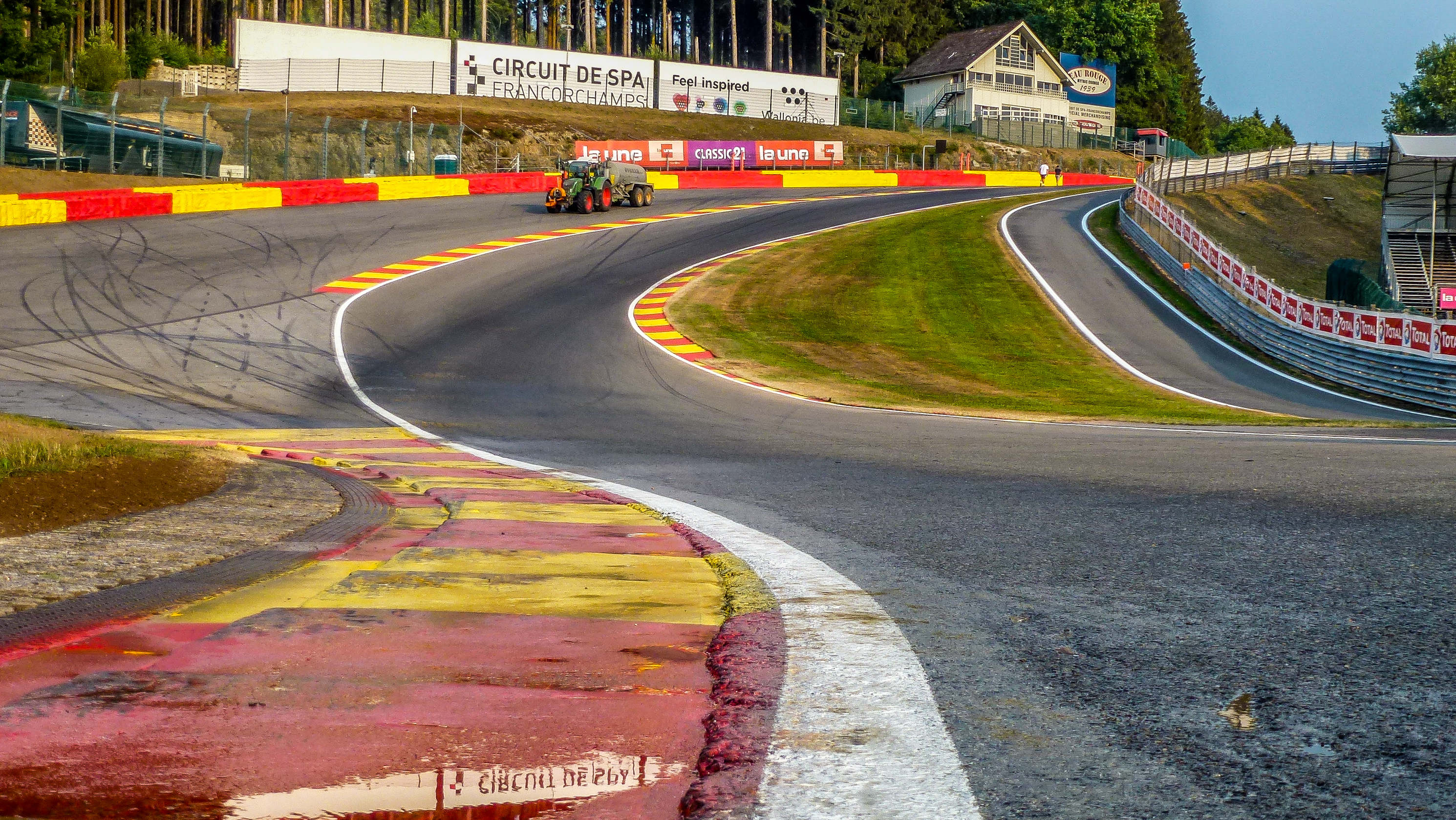
Die Eau-Rouge-Kurve war Start und Ziel während der drei letzten Rennen.

Der Grand Prix de la Région Wallonne war ein belgisches Cyclocrossrennen, das von 1998 bis 2016 in Dottignies und Spa-Francorchamps bestand.

## Geschichte
Das Rennen wurde ab 1998 in Dottignies im Westen der Provinz Hennegau abgehalten. Sein Name erklärt sich durch die Tatsache, dass es eins der seltenen Rennen in dem hauptsächlich in Flandern betriebenen Sport war, die in Wallonien stattfanden. Schauplatz waren die Sportplätze am nördlichen Ortsrand (⊙). Nach der Ausgabe 2013 entzog die Gemeindeverwaltung dem Cross die Unterstützung.
Mithilfe der Superprestige-Serie gelang es, einen neuen Austragungsort am Circuit de Spa-Francorchamps zu finden; der Cross zog somit ans andere Ende Walloniens in die Provinz Lüttich um. Von 2014 bis 2016 fand der GP Région Wallonne daher im Rahmen der Superprestige-Serie in Spa-Francorchamps statt; als Start- und Zielgerade diente die Steigung von Eau Rouge. 2017 verschwand der Cross vom Kalender.
Der Termin des Rennens lag während der Zeit in Dottignies meist im Oktober, in Spa-Francorchamps im November oder Dezember. Ein Rennen für Frauen stand erst im Rahmen des Superprestige ab 2014 im internationalen Kalender. Während der Zeit in Dottignies wurden in unregelmäßigen Abständen Rennen im nationalen Kalender abgehalten.

## Siegerliste
Austragungen im nationalen Kalender sind mit NE gekennzeichnet. 

### Männer
- 1998:  David Roodhooft (NE)
- 1999:  Kris Wouters (NE)
- 2000:  Kipcho Volckaerts
- 2001:  Mario De Clercq
- 2002:  Sven Nys
- 2003:  Bart Wellens
- 2004:  Davy Commeyne
- 2005:  Bart Wellens
- 2006:  Sven Nys
- 2007:  Sven Nys
- 2008:  Sven Nys
- 2009:  Niels Albert
- 2010:  Francis Mourey
- 2011:  Niels Albert
- 2012:  Niels Albert
- 2013:  Marcel Meisen
- 2014:  Kevin Pauwels
- 2015:  Wout van Aert
- 2016:  Wout van Aert

### Frauen
- 2000:  Daphny van den Brand (NE)
- 2002:  Anja Nobus (NE)
- 2007:  Veerle Ingels (NE)
- 2008:  Veerle Ingels (NE)
- 2009:  Cynthia Huygens (NE)
- 2010:  Marta García (NE)
- 2013:  Cindy Bauwens (NE)
- 2014:  Nikki Brammeier
- 2015:  Helen Wyman
- 2016:  Thalita de Jong